# Viscum yunnanense
Viscum yunnanense är en sandelträdsväxtart som beskrevs av Hua Shing Kiu. Viscum yunnanense ingår i släktet mistlar, och familjen sandelträdsväxter. Inga underarter finns listade i Catalogue of Life.